# Stijn van Cauter
Stijn van Cauter belga zenész, producer. A funeral doom, drone, minimalista zene, experimental music ("kísérletezős zene") és ambient műfajokban játszik. Több zenei projektje is volt, de a legfontosabb az Until Death Overtakes Me nevű funeral doom projekt.  Saját lemezkiadó céget is üzemeltet, "NULL Records" néven.

## Zenei projektjei
- Until Death Overtakes Me
- Beyond Black Void
- I Dream No More
- Fall of the Grey-Winged One
- The Ethereal
- Organium
- Dreams of Dying Stars
- In The Mist
- Forbidden Fields
- Dance Nihil
- Tear Your Soul Apart
- Inframonolithium[4]
- Gruulvoqh[4]
- Desperandum Gothica[4]
- Arcane Voidsplitter[4]

## Diszkográfia
Beyond Black Void	
- Desolate
- Black Star Event

Cold Aeon	
- Infra Sub Ultra

Dreams of Dying Stars	
- Stardance
- Interludium II - Aeon E
- Funeral In The Void
- Interludium V - Buried in the Void

Fall of The Grey Winged One	
- Aeons Of Dreams
- Death Time Emptiness
- Interludium III - Inritus
- Channelers

Forbidden Fields	
- Field I: Night
- Field II: of Trees...

I Dream No More
- Fade - Die

In Somnis	
- The Memory You've Become

In The Mist	
- Lost

Organium	
- The Rage
- Interludium IV - Levitation

Tear Your Soul Apart	
- Undigested Remains
- In Pain

The Ethereal
- From Funeral Skies
- Infra Sub Ultra

Until Death Overtakes Me	
- Symphony I - Deep Dark Red (2001)
- Symphony II - Absence of Life (2002)
- Prelude to Monolith (2003)
- Interludium I - Funeral Path (2004)
- Symphony III - Monolith (2006)
- Days Without Hope (2009)
- AnteMortem (2016)
- Flow of Infinity (2017)
- Missing (2018)
- And Be No More (2020)